# Partido de Rivadavia
Rivadavia es uno de los 135 partidos de la provincia argentina de Buenos Aires.
Su cabecera es la ciudad de América. Limita al norte con los partidos de General Villegas y Carlos Tejedor, por el este con Carlos Tejedor y Trenque Lauquen, por el sur con Trenque Lauquen y Pellegrini y por el oeste con la provincia de La Pampa. Está ubicado en la región conocida como la pampa húmeda. Forma parte de la Cuarta Sección Electoral de la Provincia de Buenos Aires.
Ocupa una superficie de 3.940 km², y densidad poblacional de 5.04 hab/km². El partido se divide en 12 cuarteles nombrados con números romanos desde el I al XII.

## Historia
El partido fue creado por la Ley provincial N.º 3.273, sancionada el 23 de septiembre de 1910 y promulgada el 30 de septiembre del mismo año, tomándose esta última como fecha de creación. La ley fijó como "asiento de las autoridades al pueblo de América", y determinó que a partir de ese momento se llamaría Rivadavia, en honor a Bernardino Rivadavia.

## Localidades
El partido está integrado por las siguientes localidades (población según censo 2010):
- América (cabecera, 11.685 hab., 35°29′18″S 62°58′31″O / -35.48833, -62.97528)
- González Moreno (1.867 hab., 35°33′16″S 63°22′43″O / -35.55444, -63.37861)
- Fortín Olavarría (1.381 hab., 35°42′05″S 63°01′25″O / -35.70139, -63.02361)
- Sansinena (632 hab., 35°16′00″S 63°12′00″O / -35.26667, -63.20000, 93 m s. n. m.)
- Roosevelt (238 hab., 35°50′53″S 63°17′32″O / -35.84806, -63.29222)
- Sundblad (96 hab., 35°45′52″S 63°08′22″O / -35.76444, -63.13944)
- Mira Pampa (40 hab., 35°52′06″S 63°22′20″O / -35.86833, -63.37222)
- San Mauricio (18 hab., 35°30′45″S 63°11′10″O / -35.51250, -63.18611)

Parajes
- Badano
- Cerrito
- Condarco
- Valentín Gómez
- Villa Sena

## Población
Según los resultados definitivos del censo de 2022 la población del partido alcanza los 19.849 habitantes.
| Población | 13.120 | 13.832 | 12.442  | 12.098 | 13.483  | 14.996  | 15.452 | 17.143  | 19.849 |
| Variación | -      | +5,42% | -10,04% | -2,76% | +11,44% | +11,22% | +3,04% | +10,94% | +15,8% |

Fuente: Instituto Nacional de Estadísticas y Censos, INDEC

## Economía

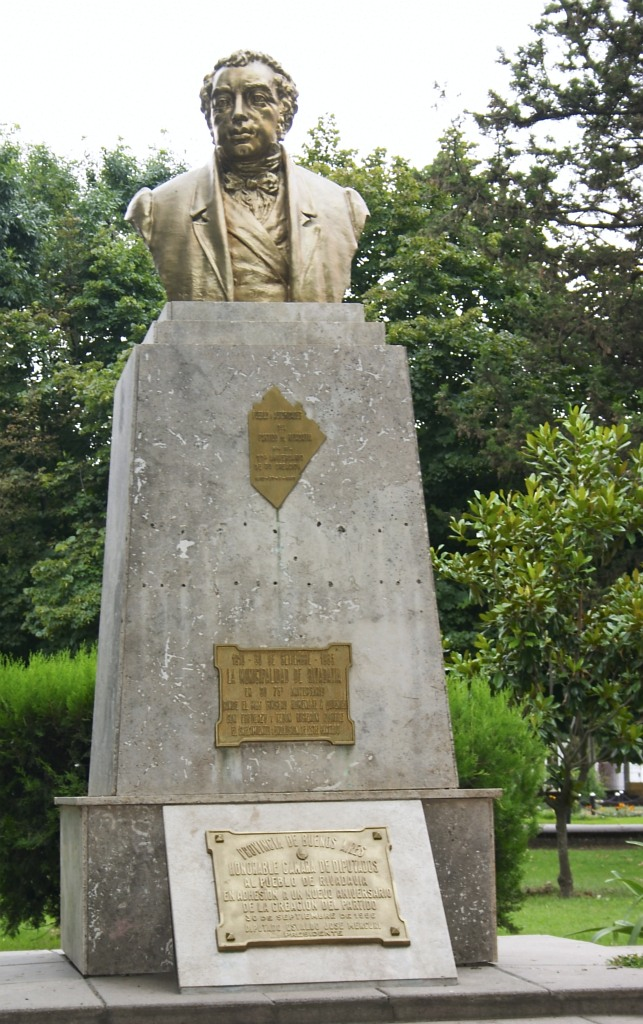
Busto de Bernardino Rivadavia en la ciudad de América, cabecera del partido.

### Ganadería
Al principio de los años 1910 la producción ovina en el partido superaba ligeramente a la bovina, mientras que en comparación con éstas, las producciones porcina y equina eran marginales. Con el pasar de los años la ganadería vacuna fue superando a la ovina puesto que la aparición de frigorífricos permitió la exportación masiva de carnes. En particular desde 1919 el partido de Rivadavia se especializó en la invernada, es decir, el proceso de engorde de animales vacunos para su venta.
En 1969 el partido se convierte en la "Capital de la invernada" puesto que su población de novillos triplicaba a la de hembras. El origen de estos novillos eran las zonas de cría, y tras el destete eran trasladados a Rivadavia para su engorde entre 15 y 20 meses. Se destacaba en la región la actividad del empresario ganadero Juan Alberto Harriet.
En 2006, la ganadería en el partido de Rivadavia se centra fundamentalmente en la invernada extensiva de ganado vacuno, con sistema pastoril y utilización de granos como complemento. Y la actividad de tambos, donde Daireaux sufrió grave caída (-75 %). La variación negativa registrada en la casi totalidad de los partidos de la cuenca Oeste encuentra su explicación en el cierre de los pequeños establecimientos sin tecnología necesaria no mejoraron la rentabilidad. En otros casos, el tambero abandonó la actividad para ir a la agricultura, con más alta rentabilidad. En 2004, con datos de la Sociedad Rural de Rivadavia funcionan en el partido de Rivadavia 45 tambos, con 150.000 L/día; agrupados en la Cooperativa de Tamberos de Rivadavia. Catorce están en la Asociación de Criadores de Holando Argentino (ACHA). 
- Industria de la elaboración de productos lácteos, 2004 por el Departamento de Fiscalización Lechera de la Provincia de Buenos Aires, el partido de Rivadavia contribuía con el 1,10% sobre el total de la Cuenca Oeste, registrando una planta elaboradora de productos lácteos. Tuvo importantes plantas lecheras, hoy ruinas, con fábricas de crema, manteca, quesos y caseína, en Fortín Olavarría, Sansinena, Valentín Gómez y América.

En América estaban las fábricas de River Plate, cerca del matadero municipal. A 10 km, la Cremería de Garré Hnos. dentro del campo de su propiedad, el que se dividía en 8 tambos de 330 ha cada uno. Producía crema y manteca para Buenos Aires por FFCC, desde la "Estación Cerrito". En 1941 se crea la Cooperativa de Tamberos de Rivadavia y en 1944 la Cooperativa de Fortín Olavarría. La primera elaboraba 250 kg/día de quesos "El Fortín" en variedades de pategrás, barra, sardo, provolone y cuarterolo. El 80% de su producción se enviaba a Buenos Aires y La Plata; mientras el resto se distribuía regionalmente. En 2006, la Cooperativa de Tamberos de Rivadavia, industrializa leche (que incluye crema de 2.ª). 
El renacimiento de la lechería en el distrito, motivó crear la "Entidad de Control Lechero" en la "Sociedad Rural" con información y asesoramiento a los tamberos del Partido, con 22 tambos y 3.300 vacas en control de producción individual.

### Agricultura
El trigo y el maíz han sido los productos históricos del partido. En los años 1960 se da la aparición de sorgos graníferos, los cuales ganan auge en los años 1970. En la actualidad este cultivo ha decaído puesto que hay cultivos alternativos que ofrecen mejores rindes y condiciones genéticas. Entre ellos se encuentra el maíz, que recobra preponderancia en los años 1980 y recientemente la soja modificada genéticamente, todo ello potenciado por nuevas técnicas y por los pesticidas selectivos.
Aun cuando históricamente Rivadavia se destacó por su ganadería, en los últimos años la actividad agropecuaria ha tomado el liderazgo. Este cambio se debe, entre otros factores, a los cambios tecnológicos y climáticos, entre estos últimos las inundaciones de principios de los años 2000.
En cuanto a los tipos de cultivo que se realizan, merecen destacarse los de:
- Cosecha gruesa: soja y maíz ocupan la mayor parte de la superficie dedicada a la agricultura, mientras que girasol es menos significativo en estos cultivos de verano.
- Cosecha fina: avena, es un cultivo resistente y útil para el pastoreo, también se cosecha trigo.

La invernada y la producción lechera influyen en los cultivos que se desarrollan en el partido mediante la presencia de pasturas implantadas, como el maíz y la avena. El primero se destina a la producción de alimento balanceado o como suplemento alimenticio, además de ser comercializado en los mercados. La avena es útil para suplir la deficiencia de la oferta forrajera de pastizales durante el invierno.
El auge de la soja en la región pampeana, con su gran rentabilidad, también impactó en la agricultura del partido de Rivadavia reemplazando a otros cultivos. En la campaña 2002/2003 la soja ocupó el 82% de las plantaciones de oleaginosas, dejando sólo el 18% restante al girasol.

## Listado de intendentes desde 1983

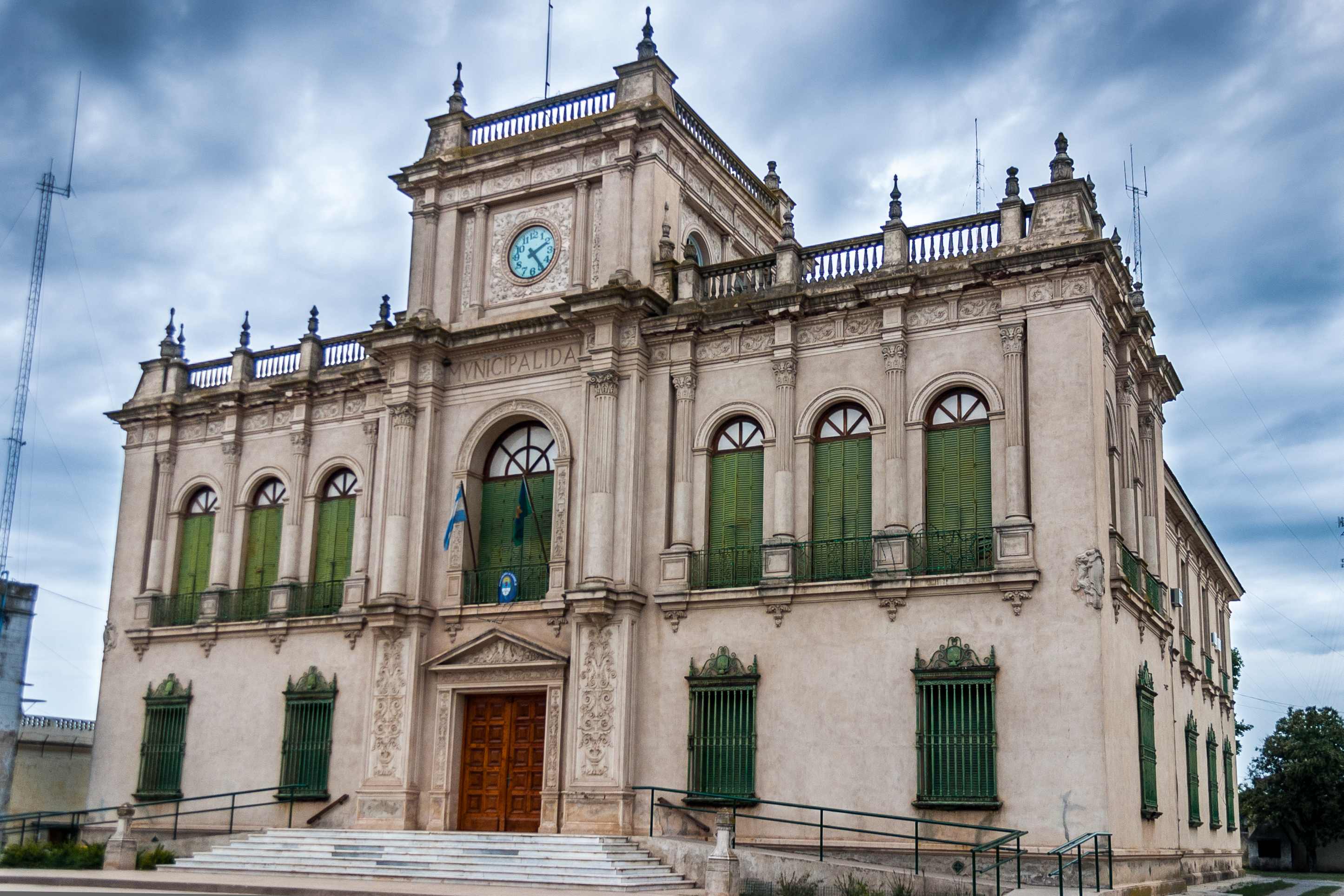
Palacio Municipal de Rivadavia.

| Intendente            | Mandato                                           | Partido | Partido | Alianza | Alianza |
| --------------------- | ------------------------------------------------- | ------- | ------- | ------- | ------- |
| José Julio García     | 10 de diciembre de 1983 - 10 de diciembre de 1987 |         | PJ      |         | —       |
| Héctor Luis Trucco    | 10 de diciembre de 1987 - 10 de diciembre de 1991 |         | PJ      |         | FREJURE |
| Armando Julio Real    | 10 de diciembre de 1991 - 10 de diciembre de 1995 |         | PJ      |         | FREJUFE |
| Héctor Luis Trucco    | 10 de diciembre de 1995 - 10 de diciembre de 1999 |         | PJ      |         | FREJUFE |
| Sergio Omar Buil      | 10 de diciembre de 1999 - 10 de diciembre de 2003 |         | UCR     |         | Alianza |
| Sergio Omar Buil      | 10 de diciembre de 2003 - 10 de diciembre de 2007 |         | UCR     |         | —       |
| Sergio Omar Buil      | 10 de diciembre de 2007 - 10 de diciembre de 2011 |         | RP      |         | CC      |
| Sergio Omar Buil      | 10 de diciembre de 2011 - 10 de diciembre de 2015 |         | RP      |         | FAP     |
| Javier Ulises Reynoso | 10 de diciembre de 2015 - 10 de diciembre de 2019 |         | RP      |         | CBA     |
| Javier Ulises Reynoso | 10 de diciembre de 2019 - 10 de diciembre de 2023 |         | RP      |         | JxC     |
| Juan Alberto Martínez | 10 de diciembre de 2023 - En el cargo             |         | FR      |         | UP      |

1. ↑  El GEN se presentó con el nombre "Rivadavia Primero".